# Marek Janssen
Marek Janssen (* 15. April 1997 in Jemgum) ist ein deutscher Fußballspieler, der aktuell bei Rot-Weiss Essen unter Vertrag steht.

## Karriere
Nach seinen Anfängen in der Jugend des SV Ems Jemgum, des TV Bunde, des VfL Germania Leer und des JFV Leer wurde er im Sommer 2015 in den Kader der ersten Mannschaft des VfL Germania Leer in der Landesliga Weser-Ems aufgenommen. Am Ende der Saison musste er mit seinem Verein in die Bezirksliga Weser-Ems absteigen. Im Sommer 2017 wechselte er zum SC Blau-Weiß Papenburg zurück in die Landesliga. Nach zwei Spielzeiten und 34 Toren in 53 Ligaspielen wechselte er im Sommer 2019 zum SV Atlas Delmenhorst in die Oberliga Niedersachsen. Mit seinem Verein stieg er am Ende der Saison 2019/20 als Quotientenzweiter nach dem Saisonabbruch in Folge der COVID-19-Pandemie in die Regionalliga Nord auf. Im Sommer 2022 schloss er sich ligaintern dem Aufsteiger Blau-Weiß Lohne an.
Anfang Januar 2023 wechselte er zum Drittligisten SV Meppen. Dort kam er auch zu seinem ersten Einsatz im Profibereich, als er am 15. Januar 2023, dem 18. Spieltag, beim 1:1-Auswärts-Unentschieden gegen Dynamo Dresden in der 76. Spielminute für David Vogt eingewechselt wurde und in der Schlussminute den Endstand erzielte. Nach dem Drittliga-Abstieg im Sommer 2023 spielte Janssen zwei Spielzeiten für den SV Meppen in der viertklassigen Regionalliga Nord. Im Sommer 2025 wechselte er zu Rot-Weiss Essen.